# Nicòfanes (pintor)
Nicòfanes (en grec antic: Νικοφάνης, llatí: Nicophănes) fou un pintor de l'antiga Grècia.
Per la manera com en parla Plini el Vell, cal considerar-lo un contemporani una mica més jove o successor en pintura del mestre Apel·les de Colofó. Va ser deixeble de Pàusies, i Plini diu que, quant a la bellesa de les seves obres, pocs s'hi podrien comparar. No obstant això, el judici de Plini ha estat posat en qüestió, bé pel seu insuficient coneixement, o per una traducció errònia que es podria corregir afegint que l'expressió dramàtica de les seves pintures era inferior a Zeuxis d'Heraclea i al mateix Apel·les.
Es coneix la descripció de dues de les seves obres: un Asclepi amb les seves filles (Higiea, Panacea, Iaso i Egla) i una representació d'Ocne, un personatge simbòlic que per alguns representava la vanitat.